# Batik
Batik是Batik SVG Toolkit或Batik Java SVG Toolkit的简称，一个基于Java的应用程序或小应用的工具集，意图将SVG格式用于多种目的，如察看，主控或操纵。该项目的目标是让开发一套核心模块，以及实现高度可扩展性。
Batik SVG Toolkit是基于Java的SVG主要项目，受Apache软件基金会支持。作为专门的SVG浏览器，Batik SVG viewer能对大多数特性有良好支持，与Opera不相伯仲。但它不能和浏览器互动。